# 1335
1335 (MCCCXXXV) je bilo navadno leto, ki se je po julijanskem koledarju začelo na nedeljo.

## Dogodki

### Slovenija
- 2. april - Po smrti koroškega vojvode Henrika VI. iz rodbine Majnhardinerjev se zaplete okoli nasledstev vojvodine Koroške, mark Kranjske in Moravske ter Tirolske grofije. Nemški kralj Ludvik IV. Wittelsbaški v skladu s skrivnim sporazumom sklenjenim s Habsburžani preda Koroško vojvodino in Kranjsko marko habsburškima vladarjema Albertu II. in Otonu IV., ki hkrati že družno vladata vojvodinama Avstrija in Štajerska. Tirolsko grofijo, ki je dedno ozemlje Majnhardinarjev oziroma Goriških grofov, podeduje hči umrlega Margareta.[1] Habsburžani tako zavladajo poleg (zgodovinski) Avstriji in Štajerski še Koroški in Kranjski. Slovensko ozemlje omenjenih dežel ostane pod avstrijsko/habsburško oblastjo do leta 1918.

- 2. julij - Gosposvetsko polje: ustoličenje Otona IV. Habsburškega za koroškega vojvodo.

### Razpad Ilkanata
- 1. december - Konec Ilkanata: ilkanatski kan Abu Said Bahadur umre brez naslednikov, kar ne vodi samo v nasledstveno krizo, pač pa v večdesetleten postopni razpad države na več majhnih kraljestev različnih[2] plemiških dinastij. Kljub razpadu nastopi v naslednjih dveh desetletjih še vrsta pretendentov za naziv ilkanatskega kana. Prvi v tem nizu je vezir Arpa-kan, ki je poročen s sestro umrlega kana. Ilkanat razpade na naslednje enote:
  - Čobanidi (severnozahodni Iran, nadzor vzpostavijo v ilkanatskem glavnem mestu Tabriz; perzijsko-mongolska dinastija, šiiti; do 1357);
  - Džalaridi (zahodni osrednji Iran, osrednji Irak; poturčeni potomci Mongolov; do 1432);
  - Eretnidi (vzhodna Turčija; Turkmeni; do 1381);
  - Indžuidi (južni osrednji Iran; potomci Mongolov; šiiti; do 1357);
  - Kartidi (vzhodni Iran, zahodni Afganistan, jugovzhodni Turkmenistan; perzijsko-tadžiška dinastija, suniti; do 1381);
  - Muzaffaridi (osrednji Iran; potomci Arabcev; suniti; do 1393);
  - Sarbedari (severnovzhodni Iran, zahodni Turkmenistan; konfederacija reda dervišev in posvetnih vladarjev; do 1381);
  - Mameluški sultanat iz Kaira zasede obmejni tamponski pas;
  - Izpod Ilkanatskega vpliva se osamosvoji Gruzija pod vodstvom kralja Jurija V., ki izžene Mongole, hkrati pa sklene premirje z Uzbeg kan‎om, ki spravi kavkaško regijo ponovno pod interesno sfero Zlate horde.

### Kemmu restavracija 1333-36, Japonska
- Japonski cesar Go-Daigo razočara svoje privržence s svojim absolutizmom, ki se zgleduje po absolutizmu kitajskih cesarjev in japonskih cesarjev iz 10. stoletja. Namesto, da bi nagradil svoje samurajske privržence, jih raje dodatno obdavči. Cesarjev prejšnji zaveznik Ašikaga Takaudži začne z utrjevanjem oblasti v Kamakuri.
- 25. avgust - Kamakura: ostanki klana Hodžo izkoristijo nepazljivost Ašikage Tadajošija, starejšega brata vplivnejšega Ašikage Takaudžija, ki pa nazadnje z odločnim protinapadom reši situacijo in požene klan Hodžo nazaj v gore. Kmalu po porazu vstopi klan Hodžo v službo k cesarju Go-Daigoju.
  - Ker se ne more pravočasno umakniti pred napredovanjem klana Hodžo, Ašikaga Tadajoši umori princa Morijošija, tretjega sina cesarja Go-Daigoja, ki ga je cesar poslal, da bi vojaško oblast v Kamakuri preoblikoval v civilno.
- jesen - Vojna med klanom Ašikaga in procesarskim klanom Nitta. Cesar Go-Daigo poziva samuraje naj se pridružijo vojski Nitta Jošidase, vladar Kamakure Ašikaga Takaudži pa da se pridružijo njegovemu klanu. Večina se jih pridruži klanu Ašikaga. 1336 ↔

### Ostalo
- 18. april - Umrlega velikega mojstra vitezov križnikov Luthra von Braunschweiga nasledi Dietrich von Altenburg, 18. veliki mojster po seznamu.
- 30. julij - Bitka pri Burgh Muirju, druga vojna za škotsko neodvisnost: škotska vojska pod vodstvom regenta Johna Randolpha, 3. grofa Morayja premaga angleški bataljon pod vodstvom svaka angleškega kralja Edvarda III., namurskega grofa Gvida Dampierreja, ki je nekoliko zamudil s pomočjo angleškemu kralju. Škoti ne izzivajo poraza namurskega grofa, ki je hkrati vazal njihovega glavnega zaveznika francoskega kralja FIlipa VI., zato ga pospremijo nazaj na škotsko-angleško mejo, pri tem pa padejo v angleško zasedo. Večino škotskega spremstva Angleži pobijejo, Johna Randolpha ujamejo, nekaj Škotom pa uspe pobegniti.
- 30. november - Bitka pri Culbleanu, druga vojna za škotsko neodvisnost[3]: škotski lojalisti pod vodstvom novega regenta Andrewa Murrayja premagajo številčnejšo anglo-škotsko vojsko zvesto protikralju Edvardu Balliolu. Njen voditelj David III. Strathbogie, grof Atholla pade v boju, zanj pa je bila usodna ambicija, da bi angleški nadoblasti uklonil še Škotsko višavje.[4]
- 3. december - Kongres v Visegrádu: trije kralji - poljski Kazimir III., češki Ivan I. in madžarski Karel I. - sklenejo protihabsburško koalicijo, s katero bi obšli habsburške trgovske monopole v tem delu srednje Evrope. 1339 ↔
- Papež Benedikt XII. prekliče izobčenje sicilskega kralja Friderika III., ki ga je leta 1321 izobčil papež Janez XXII. 1337 ↔
- Magreb: maroški Marinidi pod vodstvom sultana Abu al-Hasana vpadejo v sosednjo kraljevino Tlemcen. Pozicijo šibkejše sosede izkoristijo še sosednji Hafsidi v tunizijski Ifrikiji. 1337 ↔
- Delhijski sultanat: desetletni projekt delhijskega sultana Muhameda bin Tugluka, da bi prestolnico iz Delhija preselil v utrjeni Daulatabad na skrajnem jugu sultanata, klavrno propade zaradi pomanjkanja vode.

- Lakota na Kitajskem (1333-37) in začetek epidemije Črne smrti.
- Toskanski slikar Ambrogio Lorenzetti iz Siene dokonča delo "Maestà". V sliki so še očitni vplivi bizantinske tradicije, ki pa jih premaguje z gibčnejšo perspektivo in profiliranjem stranskih akterjev.
- Španija: v Zaragozi je za duhovne potrebe ustanovljena šola Artes liberales[5], ki kasneje preraste v Univerzo v Zaragozi. 1542 ↔
- Španija: kastiljski plemič Don Juan Manuel dokonča prozno kompilacijo kratkih Zgodb o grofu Lucanorju (Libro de los ejemplos del conde Lucanor y de Patronio). Zgodba o grofu Lucanorju služi zgolj za okvir niza 51 pripovedk iz različnih virov (antičnih, arabskih, ljudskih). Sedmo zgodbo je pet stoletij kasneje predelal Hans Christian Andersen v kratki zgodbi Cesarjeva nova oblačila.
- Rusija: pravoslavni menih Sergij Radoneški se skupaj s starejšim bratom Štefanom odpravi v samoto gozda, kjer iztesata skromno bivališče in cerkvico posvečeno Sveti Trojici. Starejši brat ne zdrži v samoti, Sergij pa nadluje z asketskim življenjem, sčasoma pa se mu pridružijo drugi menihi, ki zgradijo okoli cerkvice nova bivališča. 1345 ↔

## Rojstva
- 24. maj - Margareta Češka, ogrska kraljica († 1349)

Neznan datum
- Francesco di Marco Datini, italijanski trgovec († 1410)
- Franco Sacchetti, italijanski[6] pesnik in pisatelj († 1400)
- Ibn Radžab, islamski teolog in pravnik, šola hanbali († 1393)
- Ivan II. Orsini, palatinski kefalonski grof, epirski vladar
- Ivana Angleška, princesa, hči Edvarda III. († 1348)
- Marko Mrnjavčević, srbski kralj († 1395)
- Milica Hrebeljanović, srbska kneginja († 1404)

## Smrti
- 2. april - Henrik VI. Koroški, koroški vojvoda, kranjski (VI.) in moravski mejni grof, tirolski grof, češki kralj (* 1265)
- 18. april - Luther von Braunschweig, veliki mojster vitezov križnikov (* 1275)
- 12. avgust - princ Morijoši, japonski šogun (* 1308)
- 19. oktober - Elizabeta Riksa, poljska in češka kraljica (* 1286)
- 1. december - Abu Said Bahadur, zadnji kan Ilkanata (* 1303)
- Bagdad Hatun, ilkanska princesa